# Gemeinschaftskunde
Gemeinschaftskunde, Sozialkunde, Politik und Wirtschaft oder Politik sind in den deutschen Bundesländern unterschiedliche Bezeichnungen für ein Unterrichtsfach der politischen Bildung, das an den allgemeinbildenden Schulen in der Bundesrepublik Deutschland besteht. Darin sollen die Gesellschaft, das politische System sowie die Wirtschafts- und Rechtsordnung der Bundesrepublik unter gesellschaftlicher und politischer sowie wirtschafts- und rechtskundiger Bildung beleuchtet und vermittelt werden. In Österreich und der Schweiz gibt es eigene Formen, die zuletzt die politische Bildung gestärkt haben.

## Deutschland
Die westdeutsche Kultusministerkonferenz (KMK) beschloss 1950 Grundsätze zur politischen Bildung an den Schulen, die sie als ein Unterrichtsprinzip für alle Schularten und Fächer verstand. Sie empfahl besondere Fachstunden ab der 7. Klasse, erlaubte aber die Integration in bestehende Fächer wie Geschichte oder ein Verbundfach. Die Umsetzung erfolgte nur allmählich. Zwar gehört die politische Bildung zur im Grundgesetz festgehaltenen staatlichen Aufgabe, daraus folgt aber nicht zwingend die Einrichtung eines eigenen Fachs. Nur in Nordrhein-Westfalen und Baden-Württemberg hat politische Bildung als Unterrichtsfach Verfassungsrang.
In der Grundschule ist Politische Bildung eine sogenannte Perspektive im Sachunterricht. In der gymnasialen Oberstufe gehört Gemeinschaftskunde wie Geschichte und Erdkunde zum gesellschaftswissenschaftlichen Aufgabenfeld und muss in vielen Bundesländern zwei oder vier Halbjahre lang belegt werden. Die Stellung politischer Bildung muss allerdings insgesamt als schwach bezeichnet werden.
In der DDR wurde 1951 Gegenwartskunde und ab 1957 Staatsbürgerkunde als Instrument der politischen Erziehung eingerichtet.
Bezeichnungen und Inhalte des Fachs „Gemeinschaftskunde“ sind je nach Bundesland unterschiedlich. Die oben genannten Unterrichtsinhalte decken in den einzelnen Ländern folgende Fächer ab (Stand 2007):
| Bundesland             | Bezeichnung und Inhalte |
| ---------------------- | --- |
| Baden-Württemberg      | Gemeinschaftskunde; am Gymnasium im Fächerverbund Geographie-Wirtschaft-Gemeinschaftskunde (GWG); an der Realschule im Fächerverbund Erdkunde-Wirtschaftskunde-Gemeinschaftskunde (EWG); an der Hauptschule früher Geschichte / Gemeinschaftskunde; heute in den Fächerverbünden Welt-Zeit-Gesellschaft (WZG) und Wirtschaft-Arbeit-Gesundheit (WAG); ein eigenständiges Fach Wirtschaft gibt es nur als Neigungsfach in der Kursstufe des Gymnasiums |
| Bayern                 | Sozialkunde, Wirtschaft und Recht oder Politik und Gesellschaft |
| Berlin                 | Politische Bildung (Klassen 7–10), Politikwissenschaft, Sozialwissenschaften, Wirtschaftswissenschaft (gymnasiale Oberstufe); Bezeichnung bis 2005: Politische Weltkunde (PW) Gesellschaftswissenschaften (Klassen 5 und 6) – vormals eigenständige Fächer: Geschichte, Geografie und Politische Bildung |
| Brandenburg            | Gesellschaftswissenschaften (Klassen 5 und 6), Politische Bildung (Klassen 7–12); Wirtschaftswissenschaft (gymnasiale Oberstufe) |
| Bremen                 | Politik; Rechtskunde, Soziologie, Wirtschaftslehre |
| Hamburg                | Gemeinschaftskunde; Politik / Gesellschaft / Wirtschaft (PGW) |
| Hessen                 | Politik und Wirtschaft (PoWi); Rechtskunde, Wirtschaftswissenschaften (gymnasiale Oberstufe) |
| Mecklenburg-Vorpommern | Sozialkunde |
| Niedersachsen          | Politik, Politik / Wirtschaft, Rechtskunde, Wirtschaftslehre; früher: Sozialkunde (bis 10. Klasse); Gemeinschaftskunde (11.–13. Kl.) |
| Nordrhein-Westfalen    | Gesellschaftslehre, Politik-Wirtschaft, Sozialwissenschaften, Recht |
| Rheinland-Pfalz        | Geschichte-Sozialkunde als Verbundfach in der Förderschule Lernen (Klasse 5–9) Sozialkunde in Realschule plus und am Gymnasium (Klassen 7–10) Sozialkunde bildet zusammen mit Geschichte und Erdkunde das Fach Gemeinschaftslehre (nur in der Integrierten Gesamtschule und optional in der Realschule plus; Klasse 5–10) Sozialkunde/Wirtschaftslehre in verschiedenen Bildungsgängen/Schulformen an den Berufsbildenden Schulen Sozialkunde als Leistungskurs in der gymnasialen Oberstufe; als Grundfach im Verbund mit Geschichte oder Erdkunde (Klasse 11–13) |
| Saarland               | Politik (in der Qualifikationsphase: mit festen Anteilen Geschichte) |
| Sachsen                | Gemeinschaftskunde; am Gymnasium im Fächerverbund Gemeinschaftskunde / Rechtserziehung / Wirtschaft (GRW); an der Oberschule im Fächerverbund Gemeinschaftskunde / Rechtserziehung (GR) |
| Sachsen-Anhalt         | Sozialkunde; Rechtskunde; Wirtschaftslehre |
| Schleswig-Holstein     | Wirtschaft / Politik (BG: Gemeinschaftskunde = Geschichte, Politik sowie Gesellschaft) |
| Thüringen              | Sozialkunde, Wirtschaft und Recht |

## Österreich
In Österreich gibt es den Unterrichtsgegenstand „Gemeinschaftskunde“ in eigenständiger Form nicht. Seine Ziele und Inhalte sind in anderen Fächern integriert.

### Volksschule
In der Österreichischen Volksschule (Grundschule) wird die politische Bildung direkt in den Sachunterricht eingebunden, der neben Geschichte auch noch Themen aus den Naturwissenschaften und dem Weltgeschehen und der Wirtschaftserziehung behandelt. In diesem Fach lernen die Schüler teilweise etwas über das politische System und wichtige Staatsangehörige.

### Höhere Schulen
An der vierjährigen Mittelschule und an der achtjährigen AHS gibt es Inhalte des Gegenstands „Gemeinschaftskunde“ einerseits in Kombination mit dem Geschichtsunterricht: Das Fach wird seit 1962 als „Geschichte und Sozialkunde“ bzw. seit 2008 „Geschichte und Sozialkunde/Politische Bildung“ unterrichtet. Der Schwerpunkt liegt zwar auf den geschichtlichen Hintergründen und dem (aktuellen) politischen Geschehen, aber auch auf verschiedenen Aspekten der politischen Bildung. Darüber hinaus werden wichtige Aspekte im Gegenstand Geographie und Wirtschaftskunde vermittelt. Außerdem gibt es an den Österreichischen Schulen ein Unterrichtsprinzip „Politische Bildung“, das alle Fächer wahrnehmen sollen.
An den berufsbildenden Schulen (BHS) der S II, gibt es daneben noch eigene Rechtsfächer. An den Höheren technischen Lehranstalten wurde im Lehrplan 2011 ein Flächenfach „Geografie, Geschichte und Politische Bildung (einschließlich Volkswirtschaftliche Grundlagen)“ verankert. Im Jahr 2016 wurde durch das Inkrafttreten eines neuen Lehrplans Geschichte und Sozialkunde/Politische Bildung Sek I die Politische Bildung ab der 6. Klasse aufgewertet.

## Deutschsprachige Schweiz
In der Schweiz wurde Gemeinschaftskunde meist mit dem Geschichtsunterricht kombiniert und hat daher meist Geschichte und Sozialkunde geheißen. Neben den historischen Hintergründen wurde auch das aktuelle politische Geschehen thematisiert. Inzwischen ist im Lehrplan 21 (ab 2016) das Integrationsfach Räume – Zeiten – Gesellschaft (RZG) geschaffen worden, in das noch die Erdkunde eingeht. In den Volksschulen (Grundschule) ist das Fach in den Sachunterricht integriert.